# Balázs Megyeri
Balázs Megyeri (ur. 31 marca 1990 w Budapeszcie) – węgierski piłkarz grający na pozycji bramkarza. Od 2010 roku jest zawodnikiem klubu Getafe CF.

## Kariera klubowa
Karierę piłkarską Megyeri rozpoczął w klubie Ferencvárosi TC. W 2007 roku wyjechał do Anglii i w latach 2007-2008 był zawodnikiem młodzieżowej drużyny Bristolu City. W 2008 roku wrócił do Ferencvárosi. W sezonie 2008/2009 awansował z nim z drugiej do pierwszej ligi. W pierwszej lidze Węgier zadebiutował 26 sierpnia 2009 w zremisowanym 0:0 wyjazdowym meczu z Haladásem Szombathely. W sezonie 2009/2010 był podstawowym bramkarzem Ferencvárosi.
Latem 2010 roku Megyeri podpisał trzyletni kontrakt z Olympiakosem z Pireusu. Swój debiut w Olympiakosie zanotował 3 kwietnia 2011 roku w wygranym 3:1 domowym meczu z Kavalą. W sezonach 2010/2011 i 2011/2012 wywalczył z Olympiakosem dwa tytuły mistrza Grecji. W sezonie 2011/2012 zdobył też Puchar Grecji. W sezonie 2012/2013 jest rezerwowym bramkarzem dla Roya Carrolla.
| Sezon   | Klub            | Kraj      | Rozgrywki        | Mecze | Bramki |
| ------- | --------------- | --------- | ---------------- | ----- | ------ |
| 2008/09 | Ferencvárosi TC | Węgry     | NB II            | 2     | 0      |
| 2009/10 | Ferencvárosi TC | Węgry     | NB II            | 24    | 0      |
| 2010/11 | Olympiakos SFP  | Grecja    | Superleague      | 3     | 0      |
| 2011/12 | Olympiakos SFP  | Grecja    | Superleague      | 22    | 0      |
| 2012/13 | Olympiakos SFP  | Grecja    | Superleague      | 14    | 0      |
| 2013/14 | Olympiakos SFP  | Grecja    | Superleague      | 2     | 0      |
| 2014/15 | Olympiakos SFP  | Grecja    | Superleague      | 4     | 0      |
| 2015/16 | Getafe CF       | Hiszpania | Primera División | 0     | 0      |

## Kariera reprezentacyjna
W 2009 roku Megyeri wraz z reprezentacją Węgier U-20 zajął 3. miejsce na Mistrzostwach Świata 2009. W 2010 roku zadebiutował w reprezentacji U-21.